# Сельское поселение Костровское
Се́льское поселе́ние Костро́вское — упразднённое муниципальное образование (сельское поселение) в Истринском муниципальном районе Московской области. Административный центр — деревня Кострово.
Законом Московской области от 22 февраля 2017 года № 21/2017-ОЗ, 11 марта 2017 года все муниципальные образования Истринского муниципального района — городские поселения Дедовск, Истра и Снегири, сельские поселения Бужаровское, Букарёвское, Ермолинское, Ивановское, Костровское, Лучинское, Новопетровское, Обушковское, Онуфриевское, Павло-Слободское и Ядроминское — были преобразованы, путём их объединения, в городской округ Истра.

## Население
| 2006  | 2007  | 2008  | 2009  | 2010  | 2011  |
| ----- | ----- | ----- | ----- | ----- | ----- |
| 2927  | ↗3127 | ↘3101 | ↘3078 | ↘2943 | ↗2963 |
| 2012  | 2013  | 2014  | 2015  | 2016  | 2017  |
| →2963 | ↘2915 | ↗2926 | ↗2938 | ↘2868 | ↘2841 |

## География
Поселение расположено на юго-западе Истринского района, западнее города Истры, на левом берегу реки Малая Истра, граничит с Одинцовским районом. Занимает площадь 105,84 км² (в Уставе сельского поселения дана площадь 109,43 км²).

## Состав сельского поселения
| №  | Населённый пункт | Тип населённого пункта          | Население |
| -- | ---------------- | ------------------------------- | --------- |
| 1  | Александрово     | деревня                         | ↗14       |
| 2  | Воскресёнки      | деревня                         | ↗10       |
| 3  | Дергайково       | деревня                         | ↗47       |
| 4  | Дубровское       | деревня                         | ↗29       |
| 5  | Жилкино          | деревня                         | ↗46       |
| 6  | Киселёво         | деревня                         | ↗8        |
| 7  | Корсаково        | деревня                         | ↗22       |
| 8  | Кострово         | деревня, административный центр | ↘2388     |
| 9  | Леоново          | деревня                         | ↗55       |
| 10 | Львово           | деревня                         | ↘0        |
| 11 | Мансурово        | деревня                         | ↗19       |
| 12 | Меры             | деревня                         | ↗2        |
| 13 | Новодарьино      | деревня                         | ↗63       |
| 14 | Новосёлово       | деревня                         | ↗76       |
| 15 | Петрово          | деревня                         | ↗8        |
| 16 | Пирогово         | деревня                         | ↘1        |
| 17 | Раково           | деревня                         | ↘57       |
| 18 | Скрябино         | деревня                         | ↗11       |
| 19 | Сорокино         | деревня                         | ↘0        |
| 20 | Татищево         | деревня                         | →48       |
| 21 | Телепнёво        | деревня                         | ↗95       |
| 22 | Фроловское       | деревня                         | ↗12       |
| 23 | Хволово          | деревня                         | →1        |
| 24 | Холщёвики        | деревня                         | ↘12       |
| 25 | Юркино           | деревня                         | ↘2        |